# Ola de proa

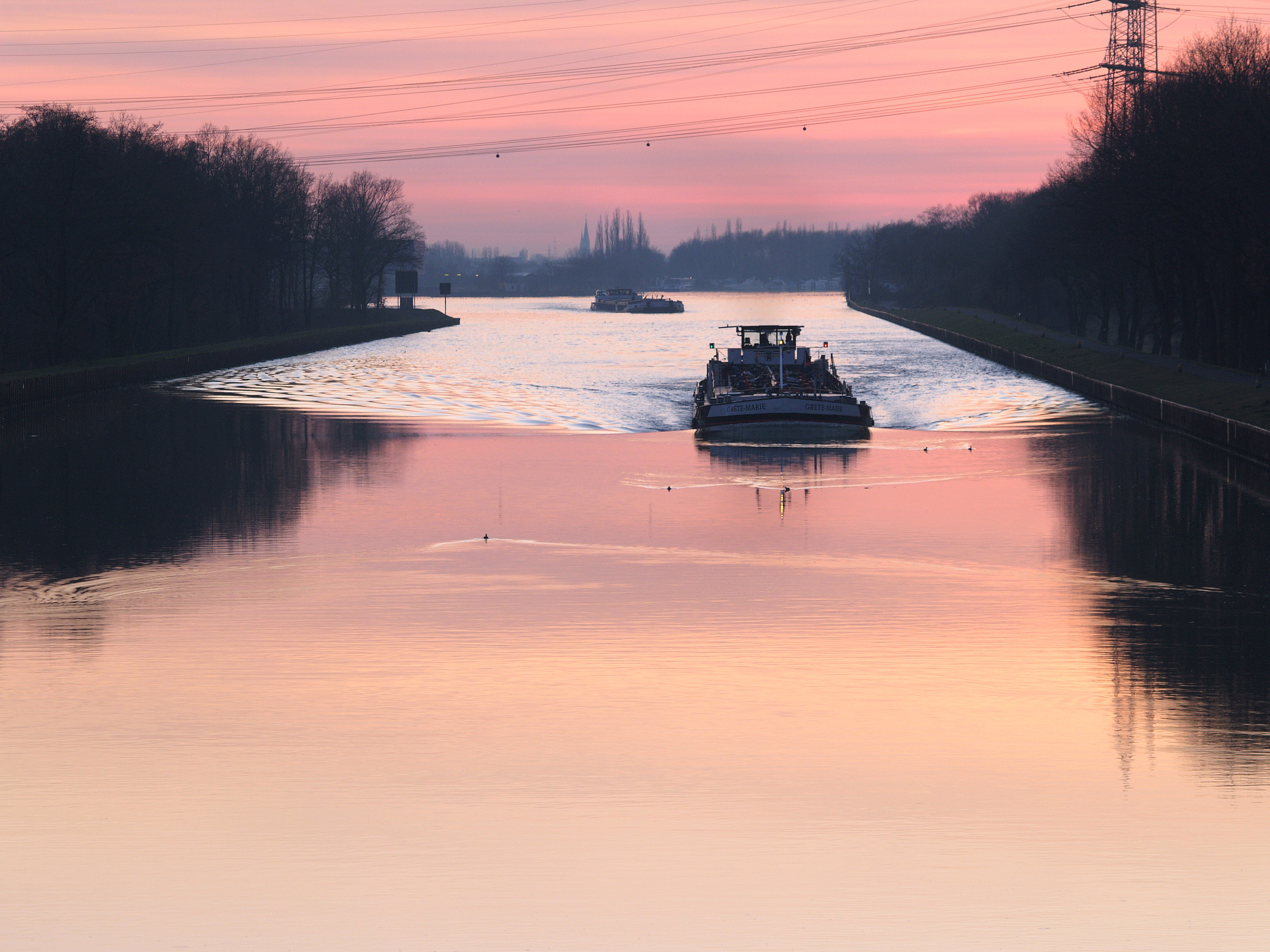
Ola de proa de una barcaza

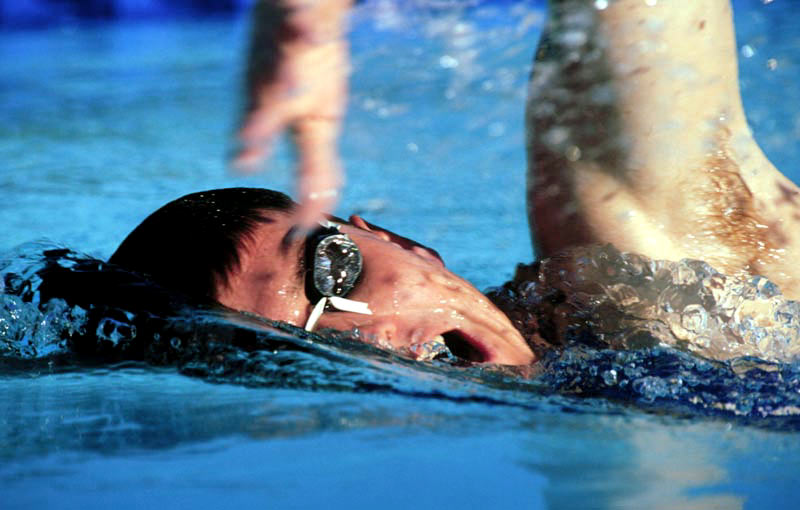
Nadador

La ola de proa o también onda de proa, es una ola que se forma delante de un barco cuando la proa corta el agua avanzando. Detrás, el barco va seguido por la ola de popa. A medida que la ola se extiende en forma de flecha, define los límites exteriores de la estela de un barco.
Una ola de proa demasiado grande frena el barco, fuera de que supone un riesgo para las embarcaciones más pequeñas. Dentro de un puerto, o en aguas confinadas, puede dañar tanto las instalaciones de amarre como los barcos amarrados.
Una ola de proa también se forma en la cabeza de un nadador cuando se mueve dentro del agua. El valle (o depresión) de esta ola se encuentra cerca de la boca del nadador y se sitúa más baja que el nivel del agua en reposo. Este hecho ayuda el nadador a inhalar el aire para respirar cuando gira la cabeza.

## Historia

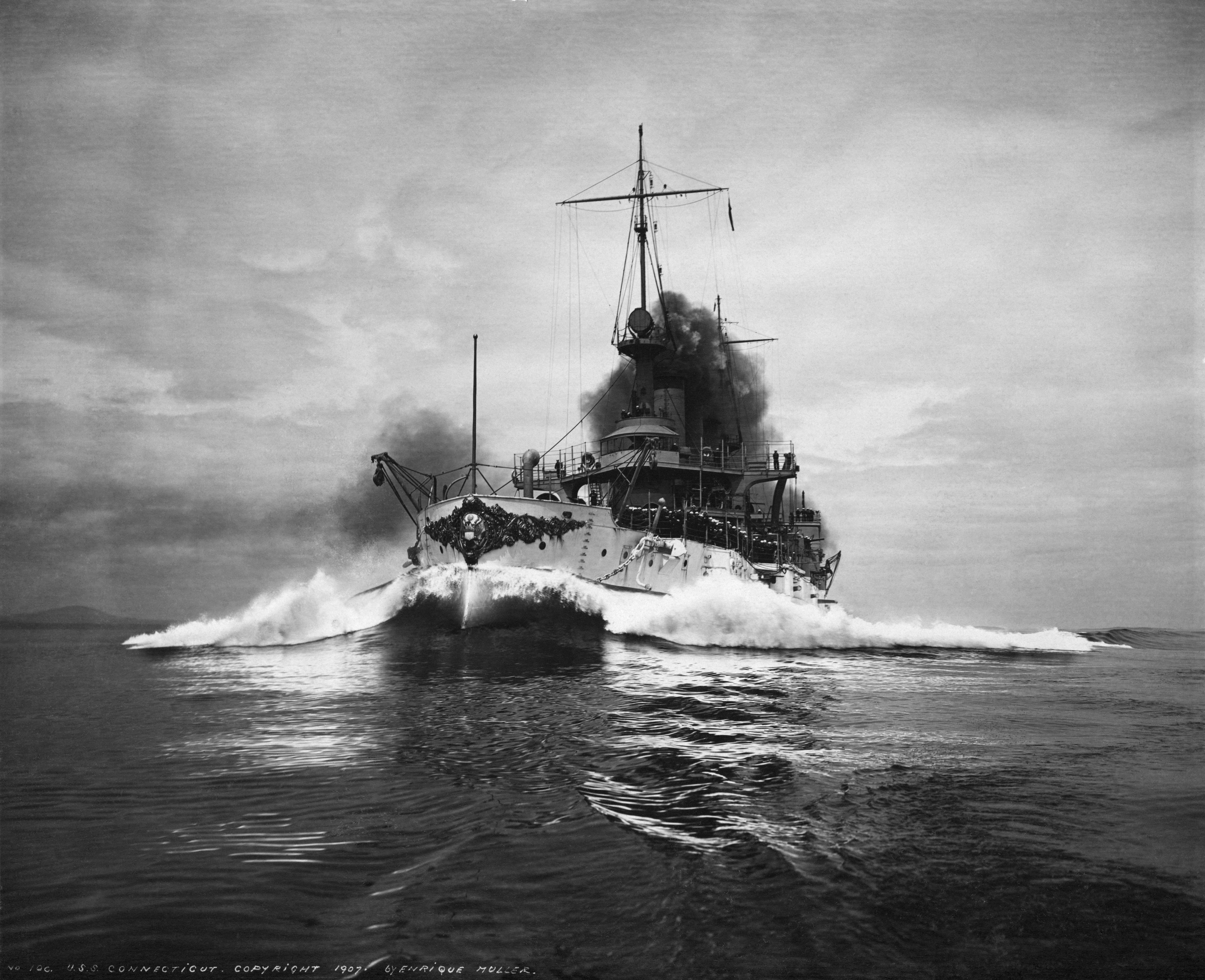
Ola de proa del acorazado USS Connecticut (BB 8) durante unas pruebas de velocidad (1906 a 1907).

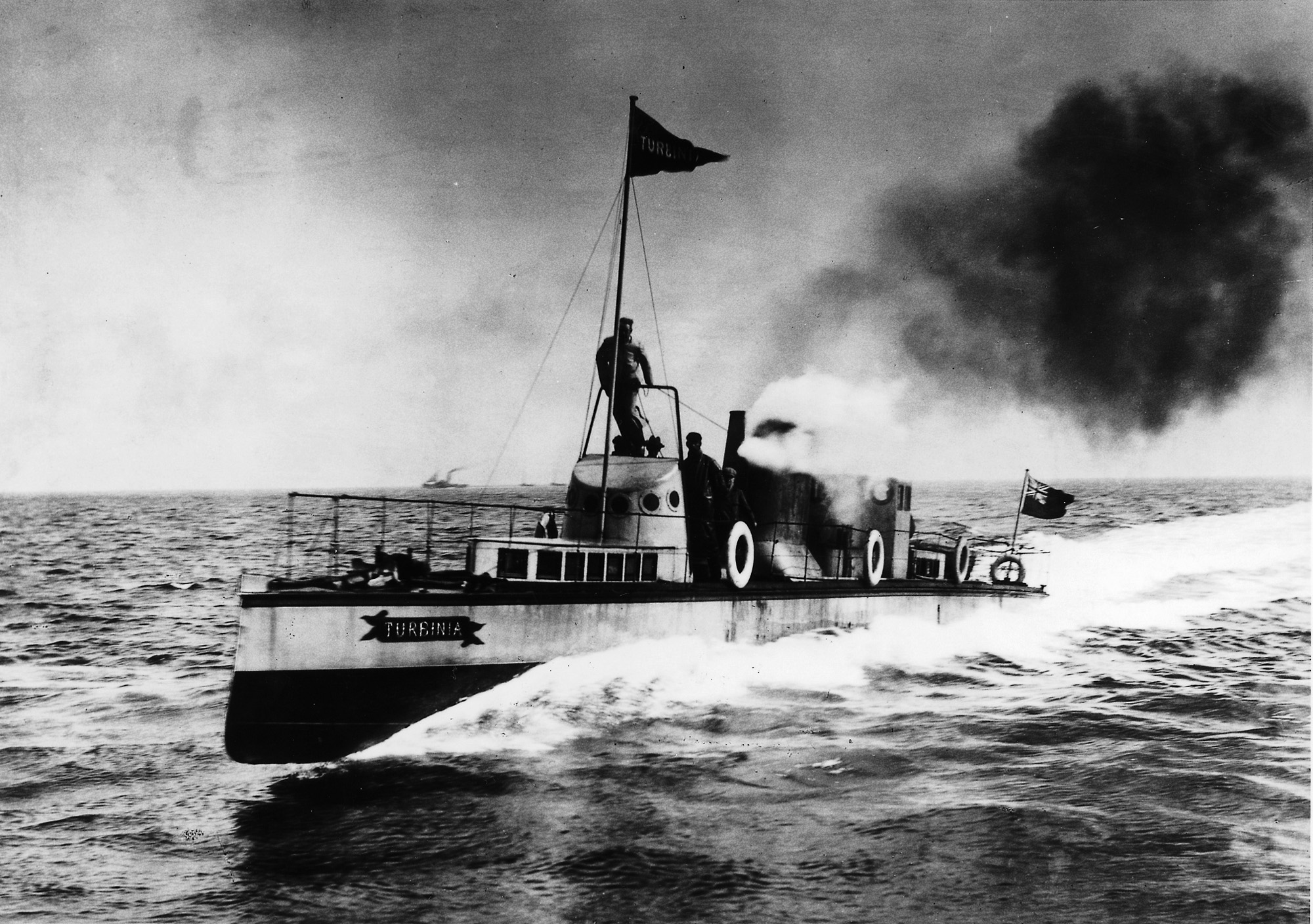
El barco Turbinia en pruebas de velocidad. 1878.

A finales del siglo XIX Charles Algernon Parsons investigó, haciendo experimentos en un canal de agua, la resistencia al adelanto de los buques de los barcos, y estudió los efectos causados, en la velocidad más alta a la que puede llegar un barco de una eslora dada, tanto por la ola de proa como por la ola de popa. Desde entonces, los buques de los barcos se diseñan teniendo en cuenta que generen una ola de proa tan pequeña como sea posible.

## Descripción
Un barco que flota en el agua, estando en reposo desplaza su peso en agua. Cuando el barco se mueve, altera la misma cantidad de agua que antes se encontraba tranquila en la proa. Esto provoca que el agua se acelere y es la causa de las olas de proa y popa.
El tamaño de la ola de proa es una función de la velocidad del barco, de su calado, de las olas superficiales, de la profundidad del agua y de la forma de la proa. Un barco con un gran calado y una proa voluminosa producirá una ola de proa grande, y los barcos con una proa fina crearán olas de proa más pequeñas, al avanzar sobre la superficie del agua. Los patrones de las olas de proa se estudian en el campo de la dinámica de fluidos computacional.
La producción de las olas de proa y popa absorbe energía. Un objetivo importante de la arquitectura naval es, por lo tanto, reducir la medida de la ola de la proa para reducir la energía absorbida y mejorar la economía de combustible de la nave. Los barcos modernos suelen estar proveídos de una proa de bulbo para conseguirlo.

## Ola de Mach
Un efecto parecido se produce cuando un avión viaja a la velocidad del sonido. Las crestas de olas solapadas interrumpen el flujo de aire por sobre y por debajo de las alas. Del mismo modo que un barco puede viajar fácilmente más rápido que la ola que produce planeando sobre ella, un avión con suficiente potencia puede viajar más rápido que la velocidad del sonido: rompiendo la barrera del sonido, entonces se dice que es supersónico.

## Galería

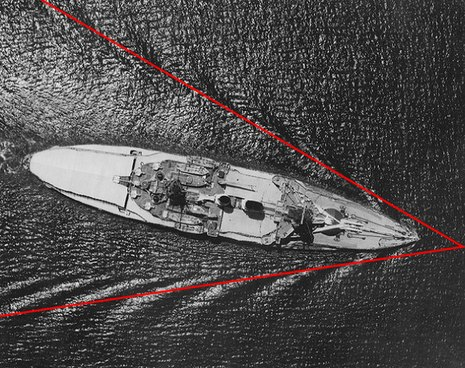
Ángulo de las olas de proa: 39°
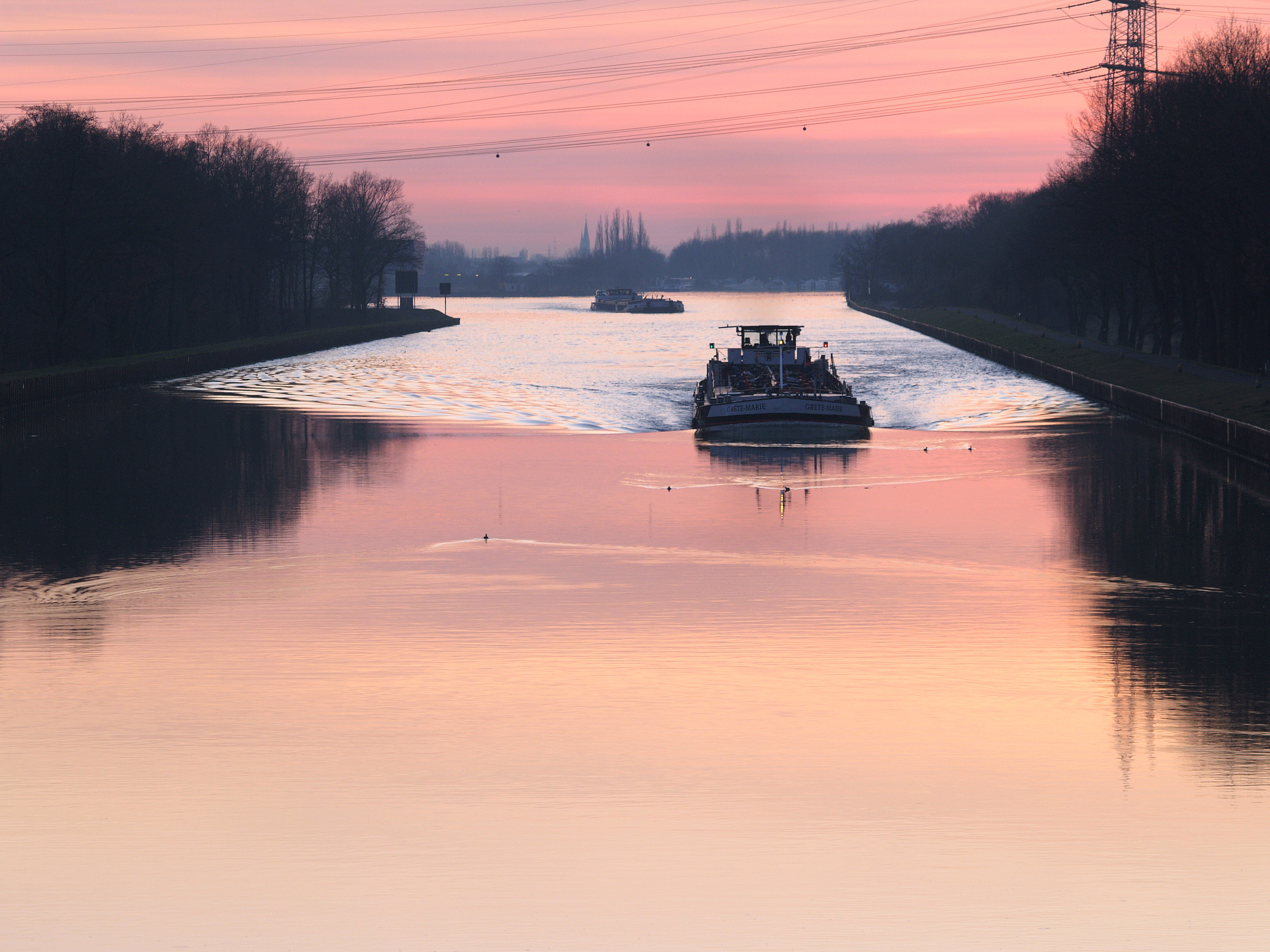
Olas de un barco y algunas aves acuáticas, en el canal Rin-Herne
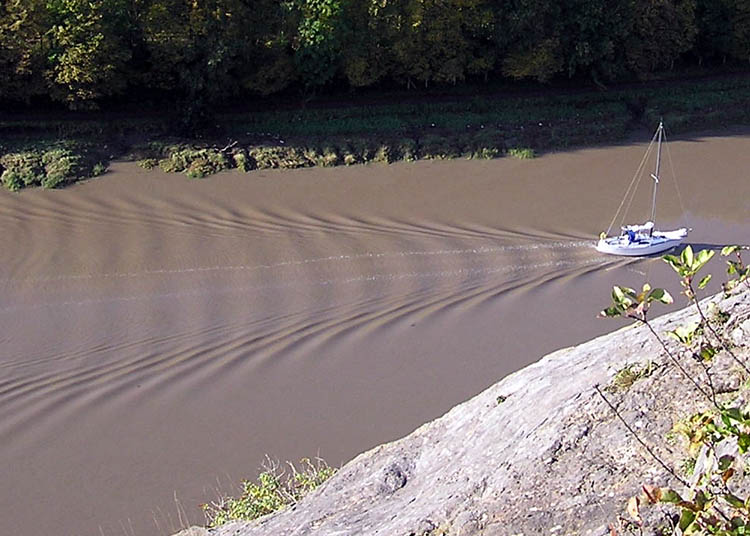
Olas en aguas tranquilas .
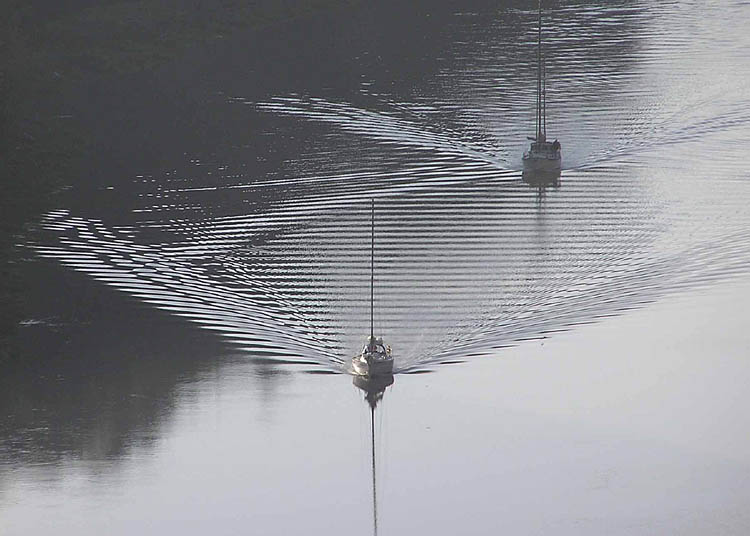
Olas también en el caso de una velocidad baja.
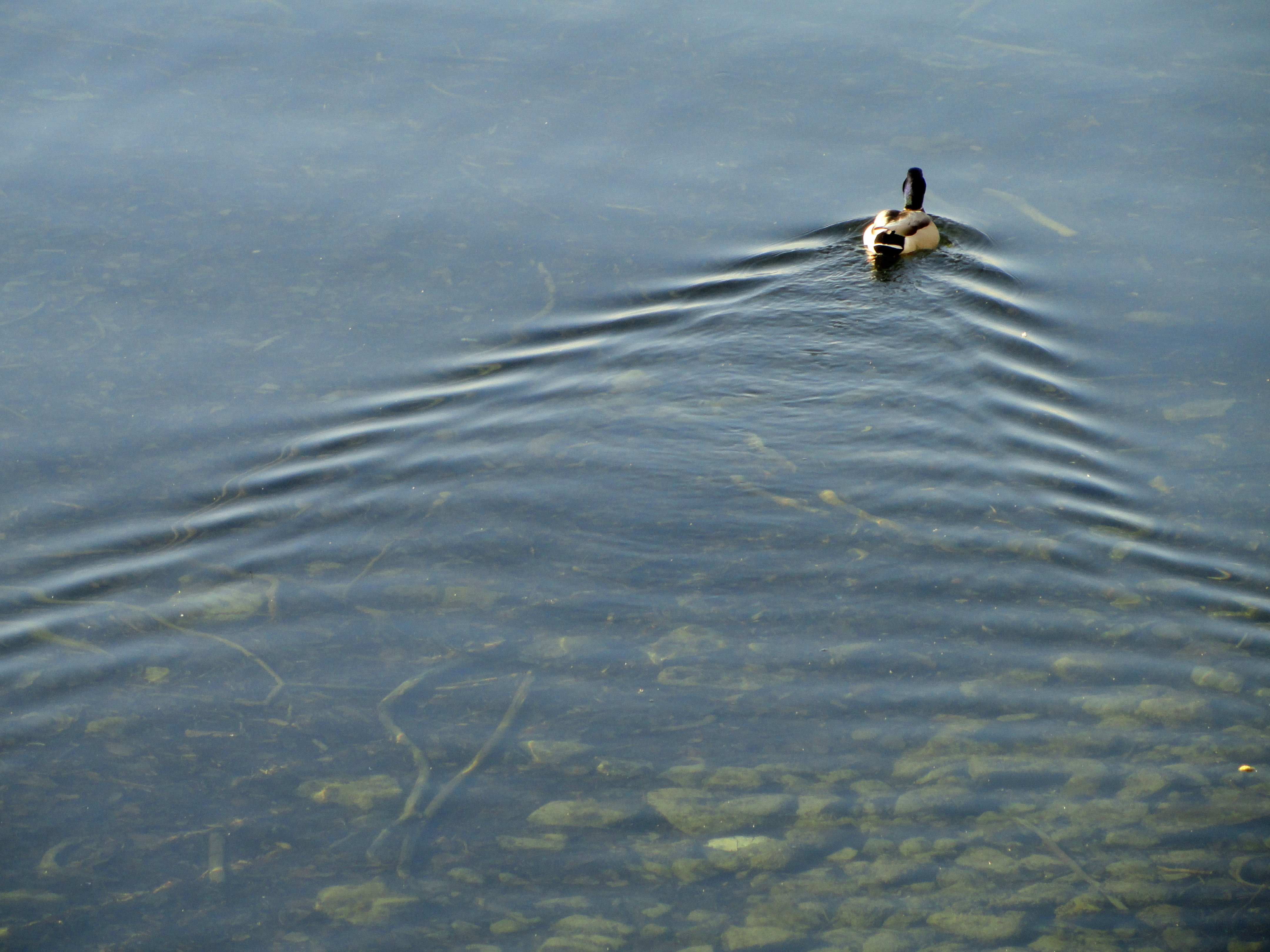
Lago Constanza en Lindau